# Obstetrisk plexus brachialis-læsion
Obstetrisk plexus brachialis-læsion er en medfødt lammelse af eller funktionsudfald i overekstremiteten som følge af beskadigelse af plexus brachialis under fødslen, hvilket beskadiger nerveforsyningen til arm, underarm og hånd. Lammelsen kendes også som Klumpkes parese (efter Augusta Déjerine-Klumpke).
Lidelsen behandles typisk med fysioterapi; ridning, massage og svømning kan ligeledes hjælpe. I visse tilfælde kan der opereres mod læsionen.